# Sulfuro de estroncio
El sulfuro de estroncio es un compuesto inorgánico de fórmula SrS. Es un sólido blanco. El compuesto es un intermediario en la conversión del sulfato de estroncio, el principal mineral de estroncio llamado celestita (o, más correctamente, celestina), en otros compuestos más útiles.

## Producción y reacciones
El sulfuro de estroncio se produce tostando la celestina con coque a 1100-1300 °C.El sulfato se reduce, dejando el sulfuro:
SrSO4 + 2 C → SrS + 2 CO2
Anualmente se procesan de este modo unas 300.000 toneladas.Se conocen fases de sulfuro luminosas y no luminosas, siendo importantes las impurezas, los defectos y los dopantes.
Como era de esperar para una sal de sulfuro de tierra alcalina, el sulfuro se hidroliza fácilmente:
SrS + 2 H2O → Sr(OH)2 + H2S
Por este motivo, las muestras de SrS tienen olor a huevo podrido.
Reacciones similares se utilizan en la producción de compuestos comercialmente útiles, incluido el compuesto de estroncio más útil, el carbonato de estroncio: una mezcla de sulfuro de estroncio con gas dióxido de carbono o carbonato de sodio conduce a la formación de un precipitado de carbonato de estroncio.
SrS + H2O + CO2 → SrCO3 + H2S
SrS + Na2CO3 → SrCO3 + Na2S
El nitrato de estroncio también puede prepararse de este modo.